# Национално знаме на Норвегия
Националното знаме на Норвегия представлява син скандинавски кръст с бял контур на червен фон. Кръстът достига до краищата на знамето, а вертикалната му част е отместена към носещото тяло по подобие на Датското знаме. Отношението ширина към височина е 22:16, като ширината на хоризонталните цветни елементи е 6:1:2:1:12, а на вертикалните е 6:1:2:1:6.
Кодовете на използваните цветове по скалата на Патнон са PMS 200 за червения цвят и PMS 281. Приблизително, тези цветове се представят съответно с #BA0C2F и #00205B с RGB стойности.
Норвежкото знаме използва скандинавския кръст по традиция на други Скандинавски страни. Червеният, синият и белият цвят символизират демокрацията, тъй като са цветовете използвани през 19 век в знамената на някои демократични страни в Европа (Франция, Холандия, Великобритания), както и САЩ. Тези цветове са свързани и със знамената на Дания (бял и червен) и Швеция (син), страни с които Норвегия е била в съюз.

## История
От 16 век до 1814 г. Норвегия използва същото знаме както и Дания, тъй като двете страни са били обединени. През 1814 г., след обявяване на кратка независимост на Норвегия, страната приема датското знаме с норвежки лъв в горния край. Това знаме се използва до 1821 г. въпреки че Норвегия е в съюз с Швеция от 1814 г. През 1815 г. поради този съюз се налага общо за двете страни знаме, което всъщност било шведското, но с единствената разлика, че имало бял кръст на червен фон в горния ъгъл.
Междувременно, независимо от общото знаме на шведско-норвежкия съюз, Норвежкия парламент приема официално нов флаг, който представлява син кръст с бял контур на червен фон. През 1844 г. се въвеждат нови знамена на Швеция и Норвегия с общ символ в горния ъгъл, представляващ обединено изображение на двата флага и символизиращи съюза и равнопоставеността на двете кралства.
Поради нарастващото недоволство от съюза с Швеция, общият символ бил премахнат от норвежкото знаме през 1899 г. Официално норвежкото знаме в днешната си форма било прието през 1905 г., когато съюзът между двете страни се разпаднал и Норвегия е обявена за независима страна.